# Can't Catch Tomorrow (Good Shoes Won't Save You This Time)
«Can't Catch Tomorrow (Good Shoes Won't Save You This Time)» es el tercer sencillo del álbum Liberation Transmission, el tercer álbum de estudio de la banda galesa de rock alternativo Lostprophets. Entró en la lista de sencillos del Reino Unido a los 35, la posición más baja aun para un sencillo de Liberation Transmission.

## Listado de canciones
CD1
| CD1 |                                                              |          |  |
| N.º | Título                                                       | Duración |  |
| 1.  | «Can't Catch Tomorrow (Good Shoes Won't Save You This Time)» | 3:36     |  |
| 2.  | «Fight» ("Everybody's Screaming!!!" demo)                    | 4:02     |  |

CD2
| CD2 |                                                                           |          |  |
| N.º | Título                                                                    | Duración |  |
| 1.  | «Can't Catch Tomorrow (Good Shoes Won't Save You This Time)»              | 3:36     |  |
| 2.  | «Can't Catch Tomorrow» (live from Cardiff)                                | 3:40     |  |
| 3.  | «Wait» (Always All Ways (Apologies, Glances and Messed Up Chances)" demo) | 3:53     |  |

Versión EP
| EP Version |                                     |          |  |
| N.º        | Título                              | Duración |  |
| 1.         | «Can't Catch Tomorrow» (radio edit) | 3:06     |  |
| 2.         | «Love» (demo)                       | 3:11     |  |
| 3.         | «Distances» (demo)                  | 3:57     |  |
| 4.         | «What You Do» (demo)                | 3:24     |  |
| 5.         | «Still Falling» (demo)              | 4:26     |  |

Vinyl
| Vinyl |                                                              |          |  |
| N.º   | Título                                                       | Duración |  |
| 1.    | «Can't Catch Tomorrow (Good Shoes Won't Save You This Time)» | 3:36     |  |
| 2.    | «Can't Catch Tomorrow» (acústico)                            | 4:06     |  |

## Personal
- Ian Watkins - voz principal
- Jamie Oliver - de piano, teclado, muestras, voces
- Lee Gaze - guitarra principal
- Mike Lewis - guitarra rítmica
- Stuart Richardson - guitarra baja
- Josh Freese - tambores, percusión (grabación)
- Ilan Rubin - batería, percusión (video musical)